# Corey Jordan
Corey Jordan (sinh ngày 4 tháng 3 năm 1999), là một cầu thủ bóng đá người Anh thi đấu ở vị trí hậu vệ cho câu lạc bộ Bournemouth.

## Sự nghiệp câu lạc bộ
Sinh ra ở Bournemouth, Dorset, Jordan bắt đầu sự nghiệp với đội bóng địa phương Bournemouth lúc 7 tuổi ở đội trẻ, và được lên đội một, kí hợp đồng chuyên nghiệp đầu tiên vào tháng 3 năm 2016. Vào tháng 9 năm 2016, anh có trận ra mắt trong thất bại 3–2 trước Preston North End ở Cúp EFL, thay cho Tyrone Mings từ ghế dự bị.

## Thống kê sự nghiệp
Tính đến trận đấu diễn ra ngày 20 tháng 4 năm 2019.
| Câu lạc bộ                | Mùa giải            | Giải quốc nội         | Giải quốc nội | Giải quốc nội | Cúp FA | Cúp FA | League Cup | League Cup | Khác | Khác | Tổng | Tổng |
| Câu lạc bộ                | Mùa giải            | Hạng đấu              | Trận          | Bàn           | Trận   | Bàn    | Trận       | Bàn        | Trận | Bàn  | Trận | Bàn  |
| ------------------------- | ------------------- | --------------------- | ------------- | ------------- | ------ | ------ | ---------- | ---------- | ---- | ---- | ---- | ---- |
| Bournemouth               | 2015-16             | Premier League        | 0             | 0             | 0      | 0      | 0          | 0          | —    | —    | 0    | 0    |
| Bournemouth               | 2016-17             | Premier League        | 0             | 0             | 0      | 0      | 1          | 0          | —    | —    | 1    | 0    |
| Eastbourne Borough (mượn) | 2018-19             | National League South | 11            | 1             | 0      | 0      | 0          | 0          | —    | —    | 11   | 1    |
| Tổng cộng sự nghiệp       | Tổng cộng sự nghiệp | Tổng cộng sự nghiệp   | 11            | 1             | 0      | 0      | 1          | 0          | —    | —    | 12   | 1    |